# Усачи кленовые
Усачи кленовые (лат. Ropalopus)  — род жуков-усачей из подсемейства настоящих усачей.

## Описание
Взрослые жуки характеризуются довольно длинными усиками, которые у самцов заходят за вершину надкрылий, а у самок достигают её 11-м члеником.

## Экология
Почти все представители рода связаны с широколиственными деревьями.

## Систематика
В составе рода:
- Ropalopus aurantiicollis Plavilstshikov, 1940
- Ropalopus clavipes (Fabricius 1775)
- Ropalopus eleonorae Sama & Rapuzzi, 2002
- Ropalopus femoratus (Linné, 1758)
- Ropalopus fischeri (Krynicki, 1829)
- Ropalopus hanae Sama & Rejzek, 2002
- Ropalopus insubricus (Germar, 1824)
- Ropalopus ledereri Fairmaire, 1866
- Ropalopus lederi Ganglbauer, 1882
- Ropalopus macropus (Germar, 1824)
- Ropalopus mali Holzschuh, 1993
- Ropalopus nadari Pic, 1894
- Ropalopus nigripes Pic, 1926
- Ropalopus ruber Gressitt, 1939
- Ropalopus ruficollis Matsumura, 1911
- Ropalopus sanguinicollis (Horn, 1860)
- Ropalopus sculpturatus Pic 1931
- Ropalopus siculus (Stierlin, 1864)
- Ropalopus signaticollis Solsky, 1872
- Ropalopus speciosus Plavilstshikov, 1915
- Ropalopus ungaricus (Herbst, 1784)
- Ropalopus varini (Bedel, 1870)